# عذراء

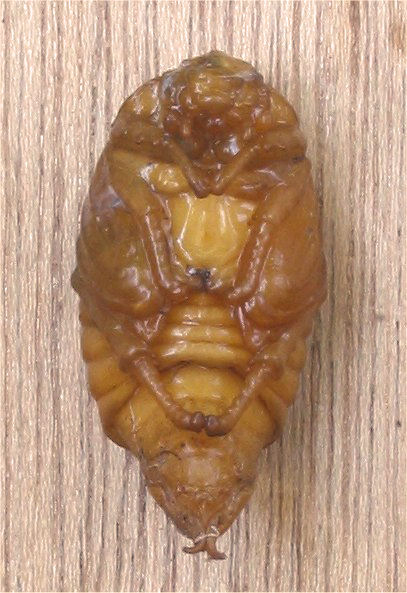
خادرة Maggiolino

العَذْرَاءُ (باللاتينية: pupa) أو الخَادِرَةُ أو النغفة أو المومياء أو العذراء المكبّلة (باللاتينية: Chrysalis) عند فراشات حرشفيتات الأجنحة وتُسمَّى هذه المرحلة خدارة، هي الحشرة في طور يعقب اليرقة و هذا الطور يخص الحشرات ذات التطور الكامل و هو المدرج الثالث في مدراج نشوء الحشرة، ويتقدم طور اليافعة أو الحشرة البالغة. وتكون الحشرة في طور العذراء في همود غالباً، وإن كان بعضها يتحرك، وبعضها يظل ساكناً. فعذراء البعوض متحركة وعذراء الذبابة غير متحركة وعذراء الفراشة ضعيفة الحركة.

## الشرنقة
الشَّرْنَقَةُ أو الفَيْلَجَةُ هي غلاف منسوج من الحرير، تنسجه يرقات العديد من العث حولها لتصبح خادرةً.

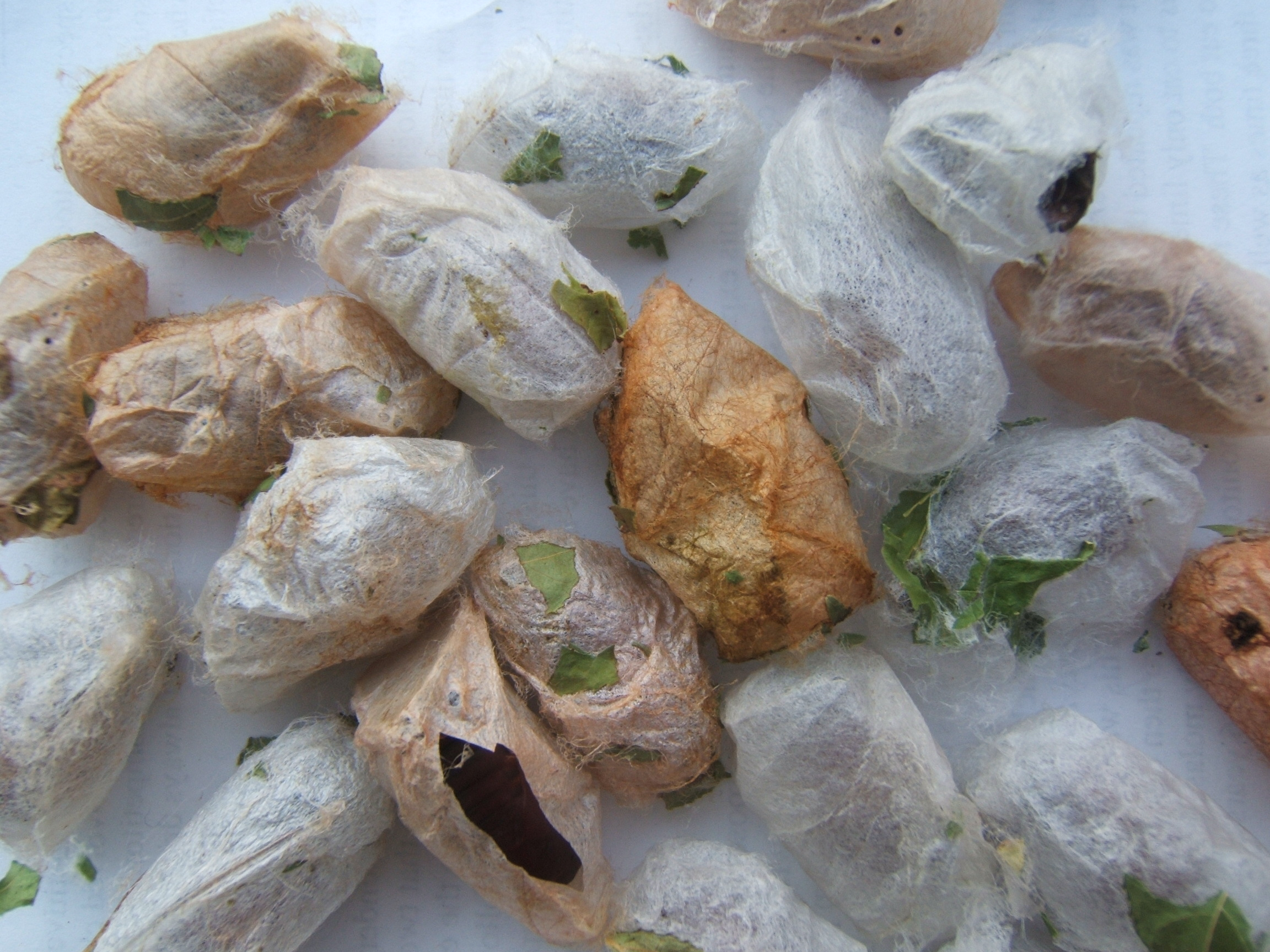
شرنقات مختلفة